# 墨脱薹草
墨脱薹草（学名：Carex motuoensis）是莎草科薹草属的植物，为中国的特有植物。分布在中国大陆的西藏自治区等地，生长于海拔4,000米至4,100米的地区，目前尚未由人工引种栽培。